# تيكومة ثنبرجية
تيكومة ثنبرجية (الاسم العلمي:Tecoma thunbergi) هي نوع غير مؤكد من النباتات يتبع جنس التيكومة من الفصيلة البنيونية. سمي هذا النوع تكريما لعالم النبات السويدي كارل بيتر ثنبرج.